# Asemonea crinita
Asemonea crinita là một loài nhện trong họ Salticidae.
Loài này thuộc chi Asemonea. Asemonea crinita được Fred R. Wanless miêu tả năm 1980.